# Kocbeře
Kocbeře (deutsch Rettendorf) ist eine Gemeinde in Tschechien. Sie liegt vier Kilometer nordöstlich von Dvůr Králové nad Labem und gehört zum Okres Trutnov.

## Geographie

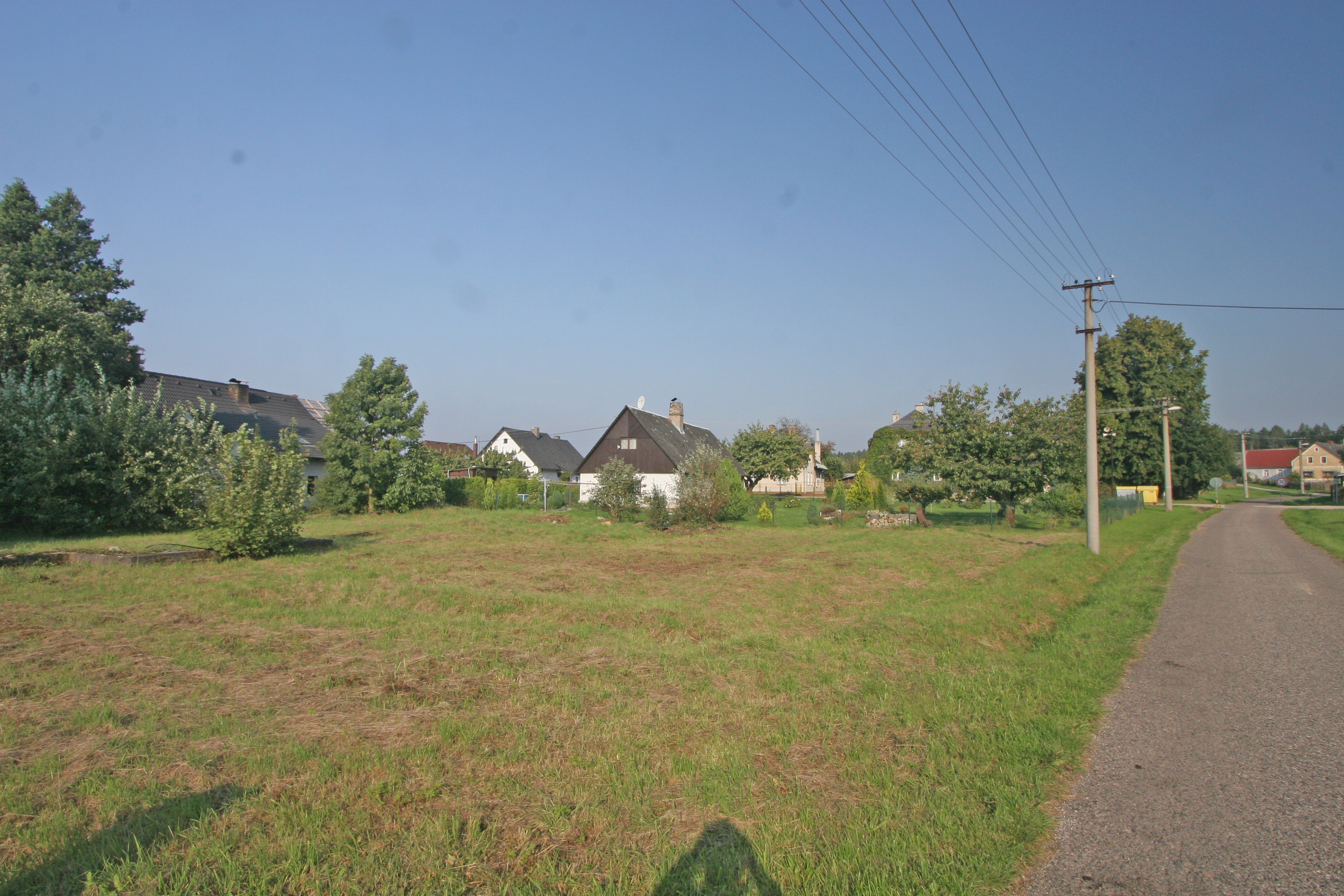
Kocbeře

Der Ort befindet sich im Tal des Baches Kocbeřský potok und seiner Zuflüsse im südlichen Teil des Königreichwaldes. Im Nordosten erhebt sich der Kamenný vrch (579 m).
Nachbarorte sind Nové Záboří und Výšinka im Norden, Přebytek, Brusnice und Hajnice im Nordosten, Nový Kohoutov, Rabiš und Kohoutov im Osten, Ferdinandov, Grunt und Choustníkovo Hradiště im Südosten, Fibich und Zboží im Süden, Nová Ves und Dvůr Králové nad Labem im Südwesten, Komárov im Westen sowie Dolní Záboří und Záboří im Nordwesten.

## Geschichte
Die erste Erwähnung des Ortes Koczberzye stammt aus dem Jahre 1415. Nach dem Dreißigjährigen Krieg entstand die Bezeichnung Reutendorff, aus der zum Ende des 18. Jahrhunderts Rettendorf wurde. Auf den Fluren einer wüsten Schäferei entstand um 1790 das Dorf Neudorf. In den Jahren 1836 bis 1839 wurde ein Waldstück nordöstlich des Dorfes gerodet und Neu Rettendorf gegründet, das seit der Mitte des 19. Jahrhunderts zur Gemeinde Königreich I gehörte, während Neudorf schon immer bis auf ein Haus zu Rettendorf bzw. Kocbeře gehört hat.

## Gemeindegliederung
Die Gemeinde Kocbeře besteht aus den Ortsteilen Kocbeře (Rettendorf), Nová Ves (Neudorf) und Nové Kocbeře (Neu Rettendorf).

## Sehenswürdigkeiten
- Kapelle
- Denkmal für Partisanen
- Sporck-Stein

## Persönlichkeiten
- Rudolf M. Wlaschek (1915–2010), Landeshistoriker